# Subarktische Azurjungfer
Die Subarktische Azurjungfer (Coenagrion interrogatum) ist eine Kleinlibellenart aus der Familie der Schlanklibellen (Coenagrionidae), deren südliche Verbreitungsgrenze weiter nördlich als die jeder anderen Kleinlibellenart liegt und die damit zu den Libellen mit dem nördlichsten und auch kältesten Lebensraum zählt. Zur Überwinterung lassen sich die durch Frostschutzstoffe im Blut geschützten Larven im Eis einfrieren. Besiedelt werden boreale Moore und Sümpfe, insbesondere die Torfmoos-Schwingrasen an den Rändern von Moorteichen. Die Vorkommen der Subarktischen Azurjungfer sind in der Regel versprengt und selten, die Populationsdichte ist gering. Coenagrion interrogatum ist mit Coenagrion angulatum und Coenagrion resolutum eine von drei in Amerika vorkommenden Azurjungfernarten.

## Merkmale

### Merkmale der Imagines
Coenagrion interrogatum besitzt eine Körperlänge von 28 bis 32 Millimetern und hat Hinterflügel mit einer Länge von 17 bis 21 Millimetern. Die Grundfarbe der männlichen Imagines ist hellblau, die blauen Augen sind oberseits dunkel, so dass sie wie von einer Kappe bedeckt wirken. Die Subarktische Azurjungfer zeichnet sich besonders durch die Antehumeralstreifen des seitlichen Thorax aus. Diese sind etwas breiter als die Humeralstreifen und nahe dem hinteren Ende durchbrochen, so dass sie wie ein Ausrufezeichen wirken. In Einzelfällen können die Streifen auch nur verengt sein, noch seltener ungeteilt. Die darunterliegenden blauen Thoraxseiten werden azurjungferntypisch von zwei vom Flügelansatz ausgehenden, feinen schwarzen Strichen strukturiert, von denen der untere an beiden Enden auffällig aufgeweitet ist. Auf der Unterseite des Thorax findet sich eine unverkennbare Y-förmige Zeichnung, die anderen Schlanklibellen fehlt. Das zweite Segment des Abdomens trägt eine U-förmige Zeichnung mit flacher Basis und breiten Schenkeln, die an den Knickpunkten auch durchbrochen sein kann. Die Zeichnung wird manchmal als an ein niedliches Fratzengesicht mit comicartig großen Augen erinnernd beschrieben. Das dritte Segment hat einen schwarzen distalen Ring, die folgenden Segmente sind zu immer größeren Teilen geschwärzt, das vierte Segment zur Hälfte, das fünfte zu drei Vierteln und das sechste zu sieben Achteln. Das siebte Segment hat nur noch einen schmalen proximal gelegenen blauen Ring, gleichzeitig ist auch die distale Seite blau, so dass sich zusammen mit dem achten und neunten Segment ein für Schlanklibellen ungewöhnlicher zweieinhalb Segmente langer blauer Bereich ergibt. Das zehnte Segment ist schwarz.
Die Weibchen sind kräftiger gebaut; die Thoraxzeichnung entspricht der der Männchen. Die Augen sind oberseits braun über einem blassen Grün. Das Abdomen ist dorsal überwiegend schwarz mit schmalen blassen Ringen an den Segmentstößen, die an den Segmenten acht und neun breiter sind. Die ersten beiden Segmente sind hell, das zweite weist oberseits eine torpedoförmige Zeichnung mit überbreiter Basis auf. Das zehnte Segment ist hell. Auch die Weibchen haben schwarze Markierungen auf der Unterseite des Thorax, ebenso wie kennzeichnende dunkle Steifen lateroventral des dritten bis siebten Abdominalsegments.
Die weiblichen Imagines treten in zwei Farbmorphen auf, gewöhnlich sind sie blau wie die Männchen (androchrome Form), es gibt jedoch auch grünliche heterochrome (wie die Weibchen gefärbte) Individuen.

### Ähnliche Arten
Kennzeichnend für C. interrogatum sind die durchbrochenen Antehumeralstreifen – obwohl diese auch bei Coenagrion resolutum und Enallagma geminatum auftreten können – sowie die Aufweitungen des unteren Strichs der Thoraxseitenflächen und die Y-förmige Zeichnung der Thoraxunterseite. Der zweieinhalb Segmente lange blaue Bereich der hinteren Abdominalsegmente unterscheidet die männlichen Imagines von den anderen beiden in Nordamerika vorkommenden Azurjungfern, die eventuell auch durchbrochene Antehumeralstreifen zeigen. Eine Verwechslung ist allenfalls noch mit Enallagma aspersum möglich, die eine ähnliche Abdomenzeichnung trägt, aber deutlich schlanker ist und nie durchbrochene Antehumeralstreifen hat.
Keine andere weibliche Schlanklibelle im Verbreitungsgebiet besitzt ein neuntes und zehntes sowie am distalen Ende des achten blau gefärbtes Abdominalsegment und keine hat durchbrochene Antehumeralstreifen.

## Verbreitung

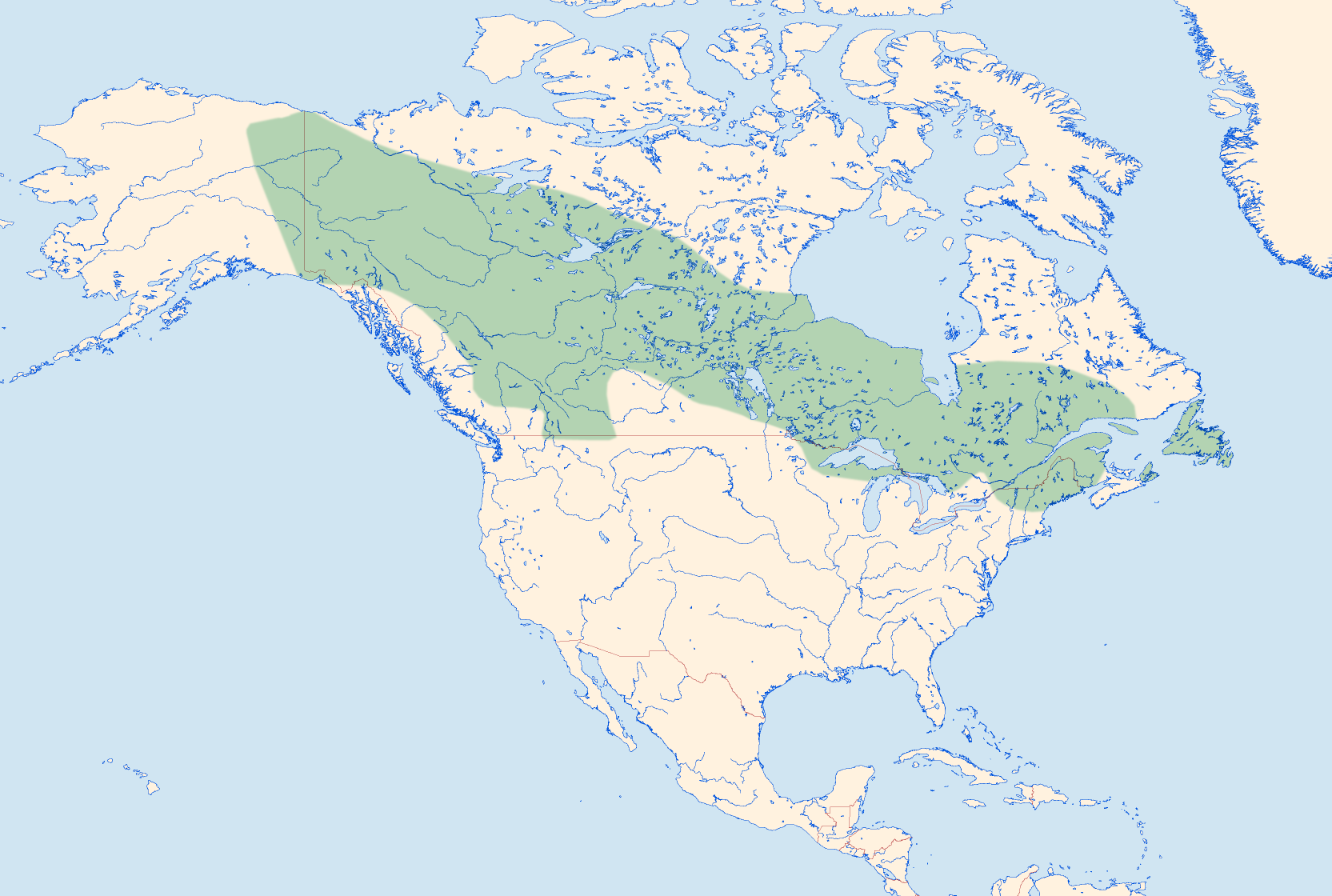
Verbreitung von Coenagrion interrogatum.

Das Hauptvorkommen von C. interrogatum liegt überwiegend im westlichen Kanada und reicht vom östlichen Alaska bis Maine und Neufundland. Die südliche Grenze der Verbreitung liegt weiter nördlich als die jeder anderen Kleinlibelle.
Der Lebensraum von C. interrogatum sind boreale Moore und Sümpfe, insbesondere die Torfmoos-Schwingrasen an den Rändern der oft von Sträuchern umstanden Moorteiche.
Die Vorkommen der Subarktischen Azurjungfer sind in der Regel versprengt und selten, die Populationsdichte ist gering, so ist sie in ihrem Habitat, das häufig auch von C. resolutum besiedelt wird, meist seltener als diese anzutreffen.

## Lebensweise
Die Imagines halten sich bevorzugt in der dichten Vegetation auf und sind kaum über dem offenen Wasser zu beobachten. Kopulierende Paarungsräder können häufig rastend in Büschen bis auf Kopfhöhe angetroffen werden. Die Eiablage erfolgt teils mit angekoppeltem Männchen in flutende Seggen- oder Grasblätter und aufrechte Stängel. Genauere Informationen zu Fortpflanzung und Entwicklung von C. interrogatum sind nicht bekannt. Da sie im gleichen Lebensraum und mit der gleichen Phänologie wie C. angulatum und C. resolutum leben, wird vermutet, dass sie eine ähnliche Lebensweise haben. In Yukon wurde beobachtet, dass der Schlupfzeitpunkt der Subarktischen Azurjungfer vor dem von C. resolutum lag.
Die Flugzeit der Imagines ist abhängig vom Breitengrad und beginnt im Osten Kanadas bereits im Mai und reicht bis in den August, in Montana bis in den Juli; im Westen in Ontario und Maine fliegt die Subarktische Azurjungfer nur im Juni und Juli, dagegen in Québec von Mai bis September. Im südlicheren Wisconsin liegt die Flugzeit zwischen Juni und August, in Washington nur im Juli.

## Systematik
Coenagrion interrogatum wird innerhalb der Schlanklibellen in die Gattung der Azurjungfern (Coenagrion) gestellt, die 1890 von William Forsell Kirby angelegt wurde. Die 40 Arten zählende Gattung ist hauptsächlich in Europa und Asien verbreitet und wird in Amerika neben Coenagrion interrogatum nur von Coenagrion angulatum und Coenagrion resolutum vertreten. C. interrogatum ist mit C. resolutum näher verwandt als mit C. angulatum, was sich auch in der Wahl ihrer Lebensräume zeigt. Sie bevorzugen Hochmoore, wohingegen C. angulatum hier seltener zu finden ist. Auch körperlich ähneln sich die beiden Arten, C. angulatum ist dagegen deutlich kräftiger gebaut. Alle drei Spezies haben Verwandte in der Alten Welt, mit denen sie näher verwandt sind als untereinander.
Coenagrion interrogatum wurde 1876 von Hermann August Hagen als Agrion concinnum interrogatum erstbeschrieben, das Artepitheton interrogatum bedeutet „in Frage gestellt“, nur ist nicht bekannt, welche Frage Hagen im Sinn hatte, als er die Art benannte. Teilweise wird vermutet, dass sich der Name auf die Form des Antehumeralstreifens bezieht, der jedoch eher einem Ausrufezeichen denn einem Fragezeichen gleicht. Der englische Name „Subarctic Bluet“ beschreibt treffend die weit nordwärts reichende Verbreitung der Art bis in die subpolare Zone.